# Ferdinand von Hompesch zu Bolheim
Ferdinand von Hompesch zu Bolheim (Bolheim, 9 november 1744 - Montpellier, 12 mei 1805) was de 71ste grootmeester van de Orde van Malta. Hij was de eerste Duitser die deze functie vervulde.

## Afkomst
Hompesch zu Bolheim werd geboren in het plaatsje Bolheim in Württemberg. Hij ontving de doopnamen Ferdinand Joseph Antoine Louis Herman. Hij trad al op jonge leeftijd toe tot de Orde van Malta, als page van grootmeester Manuel Pinto de Fonseca. Daarna bracht hij 25 jaar door als ambassadeur in Wenen, voordat hij werd benoemd tot grootprior van Brandenburg.

## Grootmeester
Op 17 juli 1797 werd Hompesch zu Bolheim benoemd tot de nieuwe grootmeester, als opvolger van Emmanuel de Rohan-Polduc. Hij verhief de plaatsen Żabbar, Żejtun en Siġġiewi tot steden.
In 1798 werd Hompesch zu Bolheim gewaarschuwd voor een Franse vloot die onderweg was naar Egypte en dat die onderweg Malta aandeed. Hompesch zu Bolheim hoopte dat de vloot het land voorbij zouden gaan en versterkte daarom de verdediging van het eiland niet. Op 9 juni arriveerde Napoleon Bonaparte met zijn vloot en leger van 29.000 man op Malta. Napoleon eiste toegang tot de havens voor het verversen van het water. Hompesch zu Bolheim antwoordde dat er slechts plaats was voor twee schepen. Napoleon zag dit als een provocatie en beval zijn soldaten om te starten met de invasie van het eiland.
De Fransen werden gesteund door een groot deel van de bevolking die inmiddels genoeg hadden gekregen van de decadente ridders. Doordat de ridders volgens hun regels alleen tegen niet-christenen mochten vechten, gaven veel ridders zich al gauw over aan de aanvaller. Hompesch zu Bolheim moest op 11 juni capituleren. De volgende dag werd een verdrag getekend waarbij de Orde de soevereiniteit van het eiland Malta aan de Franse Republiek overgaf. Ook werd er een groot deel van de schatkist van de Orde in beslag genomen. Hompesch moest aftreden als grootmeester, maar hij kreeg van de Fransen nog wel een riant pensioengeld.
Hompesch zu Bolheim verliet Malta op 18 juni en reisde naar Triëst. In 1804 reisde hij door naar Montpellier. Een jaar later stierf hij aan astma. Hij ligt begraven in Sainte Eulalie in Montpellier.